# Bechowiec-1
El Bechowiec fue un subfusil polaco de la Segunda Guerra Mundial desarrollado y fabricado por la organización de resistencia Bataliony Chłopskie. Fue diseñado en 1943 por Henryk Strąpoć y producido en instalaciones subterráneas en la zona de Ostrowiec Świętokrzyski. Su nombre fue acuñado en honor a los miembros de la organización Bataliony Chłopskie, llamados informalmente bechowiec (en plural: bechowcy).

## Historia
El diseñador del arma fue Henryk Strąpoć (nacido en 1922), un herrero y armero amateur autodidacta de la aldea de Czerwona Góra, Województwo świętokrzyskie. Entre 1936 y 1939 construyó ilegalmente cuatro pistolas semiautomáticas de diseño propio. Durante la ocupación alemana de Polonia se convirtió en armero de la organización clandestina Bataliony Chłopskie. En la primavera de 1943 completó un prototipo funcional de su propio subfusil, más tarde llamado Bechowiec. Posteriormente mejoró el diseño con la ayuda de Jan Swat, que anteriormente trabajó como mecánico en la metalurgia de Ostrowiec Świętokrzyski.
La sede del distrito Opatów BCh, carente de ametralladoras, decidió organizar una producción en serie del Bechowiec. Esto fue posible gracias a la producción clandestina de piezas para las armas en una fábrica de metal en Ostrowiec Świętokrzyski, sin el conocimiento de la administración alemana. Estas piezas fueron producidas allí y, a partir de octubre de 1943, sacadas de contrabando por los trabajadores. La construcción final de las armas se realizó en la herrería de Strąpoć, con primitivas herramientas de fuerza muscular. Los cañones se fabricaban con viejos fusiles de la Primera Guerra Mundial, pero tenían que ser cortados a mano y recalibrados a 9 mm de calibre.
En enero de 1944 se completaron las dos primeras Bechowiec. Hasta julio de 1944, 11 se completaron en Czerwona Góra, y al menos dos más en el taller de Jan Swat en Broniszowice. Alrededor de 20 estaban en producción, pero cuando el avance de la guerra cambió y las primeras líneas se acercaron a la aldea, la presencia alemana fue más intensa y obligó a detener la producción secreta de armas de fuego. Las armas y piezas inconclusas fueron ocultadas.
Las armas se distribuyeron entre las unidades partidarias del Bataliony Chłopskie y el afiliado Ludowa Straż Bezpieczeństwa (Guardia de Seguridad Popular), principalmente en los alrededores de Opatów. Actualmente solo existe un Bechowiec-1, expuesto en el Museo del Ejército Polaco de Varsovia.
La siguiente arma con este nombre fue la Bechowiec-2, diseñada y fabricada en abril de 1944 por Jan Swat en Broniszowice, siguiendo el diseño del subfusil Sten.

## Diseño

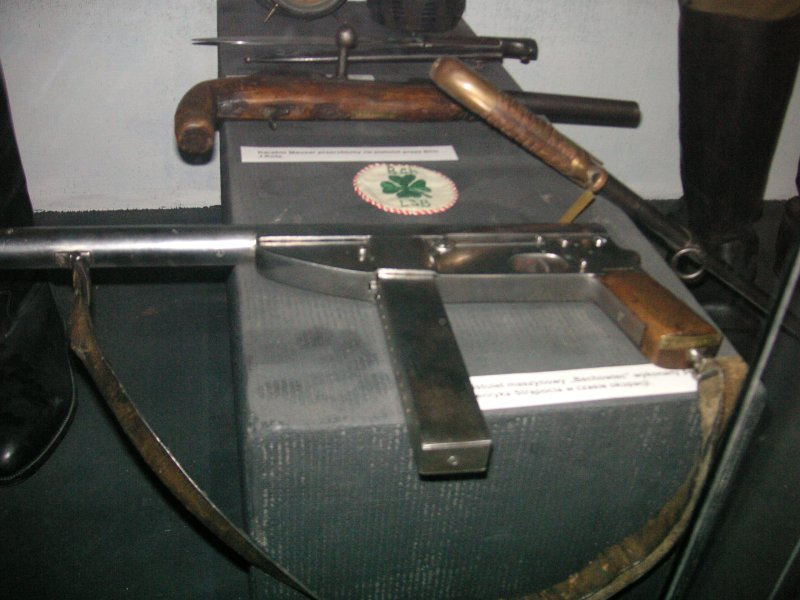
El Bechowiec del Museo del Ejército polaco, Varsovia.

La falta de experiencia de Strąpoć en el diseño de ametralladoras y la falta de patrones directos dio lugar a varias características de construcción originales, similares a pistolas semiautomáticas, y por lo tanto el arma es a veces referida como una pistola ametralladora, a pesar de un tamaño y una disposición general más cercana a un subfusil. El arma no poseía culata y tenía unas dimensiones bastante compactas. Disparaba el cartucho estándar alemán 9 x 19 Parabellum, que podía obtenerse fácilmente comprándolo a los soldados alemanes o mediante acciones armadas. Las tres o cuatro últimas armas disparaban el cartucho soviético 7,62 x 25 Tokarev, de creciente popularidad entre los partisanos.
El arma utilizaba una corredera, muy parecido a una pistola automática, y disparaba con el cerrojo cerrado, lo que aumentaba su precisión en modo semiautomático. También tenía un martillo interno y un dispositivo de seguridad interno, que impedía disparar si el cerrojo no estaba completamente fijado en la recámara. Tenía un seguro-selector de modo de disparo externo de tres posiciones.
Las armas tenían una firma "S. H. w. 44" en el lado izquierdo (Strąpoć Henryk, modelo 1944) y "B. H" en el lado derecho. Las armas de producción fueron pintadas de negro, solo el ejemplar sobreviviente expuesto fue pulido más tarde.